# Ausschuss für Klimaschutz und Energie
Der Ausschuss für Klimaschutz und Energie war ein vom Deutschen Bundestag am 9. Dezember 2021 eingesetzter Bundestagsausschuss für Fragen der Klima- und Energiepolitik. Er berät Gesetzesentwürfe in seinem Zuständigkeitsbereich, vorrangig vom Bundesministerium für Wirtschaft und Klimaschutz, bereitet Beschlüsse des Deutschen Bundestages vor und gibt Empfehlungen ab. Der Ausschuss für Klimaschutz und Energie war der einzige ständige Ausschuss im 20. Deutscher Bundestag, der keinen unmittelbaren Vorgänger hatte. Im 19. Deutschen Bundestag wurden entsprechende Sachverhalte vom  Ausschuss für Umwelt, Naturschutz und nukleare Sicherheit bzw. vom Ausschuss für Wirtschaft und Energie behandelt. Im 21. Deutschen Bundestag wird kein Ausschuss für Klimaschutz und Energie gebildet.

## Mitglieder
Der Ausschuss setzte sich aus zehn Mitgliedern der SPD-Bundestagsfraktion, neun Mitgliedern der CDU/CSU-Bundestagsfraktion, fünf Mitgliedern der Bundestagsfraktion Bündnis 90/Die Grünen, je vier Mitgliedern der FDP-Bundestagsfraktion und der AfD-Bundestagsfraktion, sowie einem Mitglied der Gruppe Die Linke zusammen. Den Vorsitz führte zuletzt Katrin Zschau (SPD). Der stellvertretende Vorsitz blieb vakant, da der einzige Kandidat, Karsten Hilse (AfD), abgelehnt wurde.
| SPD                         | CDU/CSU                | Grüne                  | FDP                    | AfD                    | Linke                  |
| Ordentliche Mitglieder      | Ordentliche Mitglieder | Ordentliche Mitglieder | Ordentliche Mitglieder | Ordentliche Mitglieder | Ordentliche Mitglieder |
| --------------------------- | ---------------------- | ---------------------- | ---------------------- | ---------------------- | ---------------------- |
| Bengt Bergt                 | Hans-Peter Friedrich   | Lisa Badum*            | Anikó Glogowski-Merten | Marc Bernhard          | Ralph Lenkert*         |
| Markus Hümpfer              | Fabian Gramling        | Kathrin Henneberger    | Olaf in der Beek *,**  | Karsten Hilse *,**     |                        |
| Helmut Kleebank             | Thomas Heilmann        | Bernhard Herrmann      | Michael Kruse **       | Steffen Kotré          |                        |
| Andreas Mehltretter         | Mark Helfrich          | Ingrid Nestle **       | Konrad Stockmeier      | Rainer Kraft           |                        |
| Robin Mesarosch             | Andreas Jung **        | Katrin Uhlig           |                        |                        |                        |
| Andreas Rimkus              | Jens Koeppen           |                        |                        |                        |                        |
| Tina Rudolph                | Anne König             |                        |                        |                        |                        |
| Nina Scheer *,**            | Andreas Lenz           |                        |                        |                        |                        |
| Maja Wallstein              | Maria-Lena Weiss       |                        |                        |                        |                        |
| Katrin Zschau (Vorsitzende) |                        |                        |                        |                        |                        |
| Stellvertretende Mitglieder |                        |                        |                        |                        |                        |
| Frank Junge                 | Thomas Gebhart*        | Zoe Mayer              | Valentin Abel          | Carolin Bachmann       | Heidi Reichinnek       |
| Franziska Kersten           | Jonas Geissler         | Swantje Michaelsen     | Lukas Köhler           | Dirk Brandes           |                        |
| Holger Mann                 | Oliver Grundmann       | Michael Sacher         | Anja Schulz            | Leif-Erik Holm         |                        |
| Matthias Miersch            | Andreas Mattfeldt      | Kassem Taher Saleh     | Rainer Semet           | Dirk Spaniel           |                        |
| Matthias Mieves             | Carsten Müller         | Julia Verlinden        |                        |                        |                        |
| Dietmar Nietan              | Stefan Rouenhoff       |                        |                        |                        |                        |
| Timo Schisanowski           | Thomas Röwekamp        |                        |                        |                        |                        |
| Michael Thews               | Jens Spahn             |                        |                        |                        |                        |
| Carsten Träger              | Anja Weisgerber        |                        |                        |                        |                        |
| Hannes Walter               |                        |                        |                        |                        |                        |

* Obleute; ** Sprecher